# Ріїсітунтурі (національний парк)

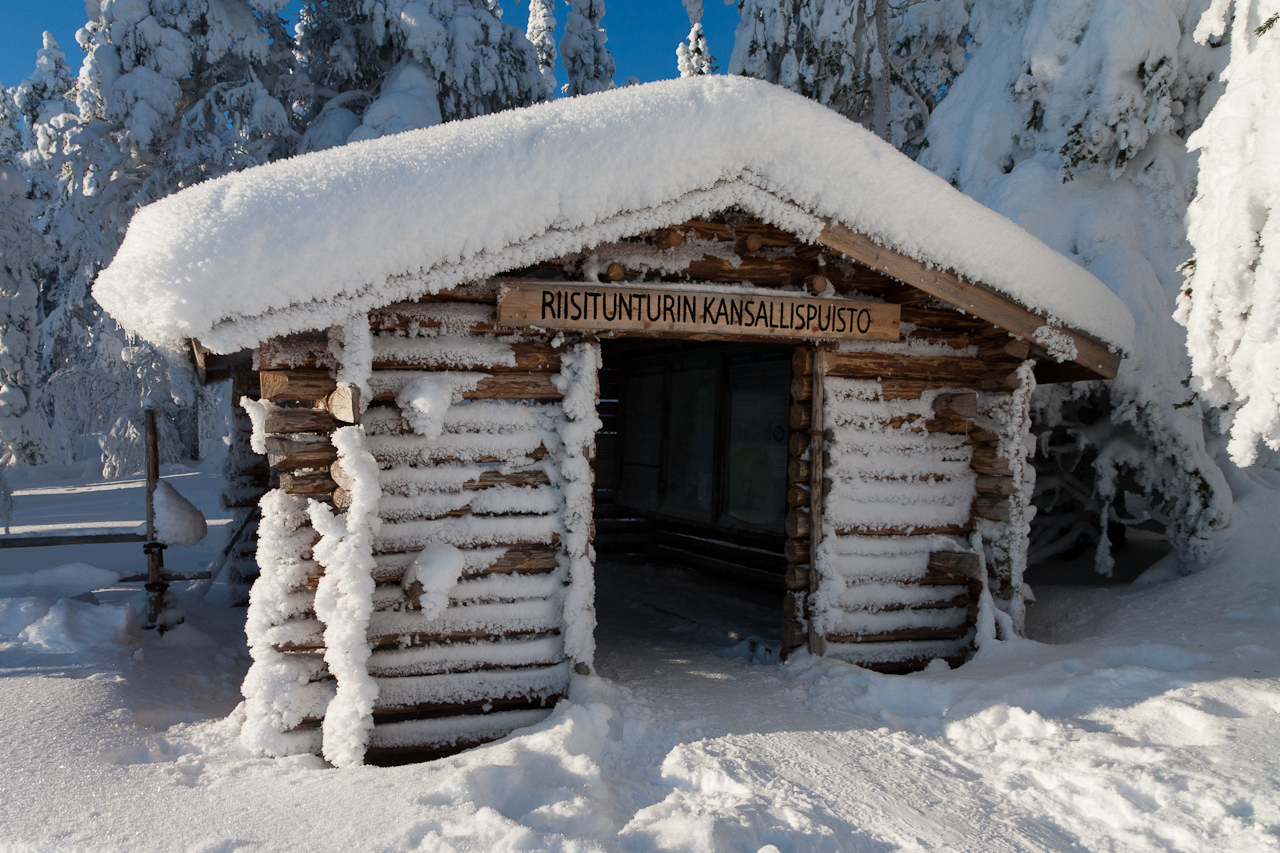
Вхід у національний парк

Національний парк Ріїсітунтурі (фін. Riisitunturin kansallispuisto) — національний парк на півдні фінської Лапландії неподалік від міста Посіо.
Був створений в 1982 році і охоплює 77 км². Парк знаходиться у гірській місцевості з безліччю боліт.
Являє собою красивий ландшафт над озером Кіткаярві і лісом, барвисті сопки на вершинах, і пейзажі парку, захоплюють дух. Стежка Ріїсітунтурі (29 км), є найпридатнішою для походів тривалістю кілька днів, найкращий варіант для любителів піших прогулянок. Проходячи вздовж стежок, можна зустріти, вогнищеві майданчики, будиночки, де можна зупинитися на нічліг. Найпопулярніші напрямки ведуть до стежки Кархінкуеррос в Національний парк Оуланка з прекрасним краєвидом. Парк пропонує зайнятися пішим туризмом і взимку, і в літній час. Для любителів лижного спорту, Ріїсітунтурі пропонує великі можливості, організують походи і прогулянки по сніжних пагорбах, з прекрасним зимовим пейзажем. Винятковий вид має верхня частина парку, це його висячі болота і стрункі ялини, які пристосовані до сніжному покриву, що характерно для цього району. У регіоні також існує безліч невеликих озер. По території парку, ходять дикі північні олені, а ті, які належать місцевим пастухам, мають тавро на вухах. Ріїсітунтурі є цілорічним місцем для туристів, володіє прекрасним видом і різноманітністю в усі пори року. Взимку є можливість помилуватися заходом сонця, так як воно піднімається невисоко над горизонтом, таким чином світанок плавно переходить в захід. Навесні, коли тривалість дня збільшується і стає трохи тепліше, тут ще лежить сніг. Влітку, коли сонце не заходить за горизонт, цвітуть арктичні квіти. Наприкінці літа і восени в парку ростуть багато грибів та ягід, які можна збирати.